# Anosimena
Anosimena è una città e comune del Madagascar situata nel distretto di Miandrivazo, regione di Menabe. 
La popolazione del comune rilevata nel censimento 2001 era pari a 5 508 unità.